# Ectobius supramontes
Ectobius supramontes är en kackerlacksart som beskrevs av Bohn 2004. Ectobius supramontes ingår i släktet Ectobius och familjen småkackerlackor.
Artens utbredningsområde är Schweiz. Inga underarter finns listade i Catalogue of Life.